# Federica Gentile
Federica Gentile (Roma, 18 marzo 1969) è una conduttrice radiofonica, conduttrice televisiva, autrice televisiva e autrice radiofonica italiana, dal 2016 direttrice artistica dell'emittente radiofonica Radio Zeta.
Ha condotto numerosi programmi radiofonici con Maurizio Costanzo, Pierluigi Diaco, Gianni Simioli e Michela Andreozzi, iniziando a RAI Radio 2 e dal 2014 sull'emittente radiofonica RTL 102.5, divenendo station manager del sottogruppo Radio Zeta. Dal 2009 al 2014 è stata inoltre curatrice e web manager del palinsesto RAI Music sulla piattaforma web Rai Play.
Dalla fine degli anni novanta ha condotto numerosi programmi d'inchiesta sulle reti RAI. Grazie alla sua esperienza nel mondo della musica ha partecipato come giudice delle selezioni per il Festival di Sanremo, condotto due volte l'Eurovision Song Contest, oltre a diventare volto di rubriche legate al mondo della musica, della cultura e dell'intrattenimento in numerosi programmi televisivi, tra cui Unomattina, Italia in diretta e Terza Pagina con Licia Troisi.
Dopo la laurea in "Scienze e Tecnologie della Comunicazione" a La Sapienza di Roma e il master alla Università della California a Los Angeles, ha tenuto corsi di master e specializzazione presso diverse università italiane. Ha inoltre scritto saggi sulla radio e in alcune testate giornalistiche, incluso Il Tempo e Radiocorriere.
Nel corso della sua carriera è stata riconosciuta con il Premio Anna Magnani nel 2018, e il premio alla carriera “Microfono d’Oro” nel 2021 presso Cinecittà World.

## Biografia

### Carriera televisiva e radiofonica
Laureata in Scienze e Tecnologie della Comunicazione alla Sapienza di Roma, ha collaborato con Il Tempo già ai tempi dell'università. Nel 1989 iniziò a lavorare alla RAI prima come conduttrice e autrice radiofonica a Tempo Giovani per Rai Radio 2 e dal 1991 nel fine settimana nella struttura musicale di RadioVerdeRai. Dalla fine degli anni 90 e per tutto il corso degli anni 2000, conduce programmi d'inchiesta e sociali tra cui Okkupati, Sportello Rai e come opinionista a Domenica in. Dal 2000 fino al 2014 è stata conduttrice su Radio 2  del format radiofonico Brave ragazze con Nicoletta Simeone e dal 2009 con Michela Andreozzi, presentando nello stesso periodo diversi speciali per Radio 2 Live e Le colonne d'Ercole. Oltre che diverse altre trasmissioni musicali, sociali e d'attualità redige la rubrica "A Gentile richiesta" sul Radiocorriere.
Dal 2009 diviene responsabile marketing e comunicazione per Rai Music nella piattaforma RaiPlay. Nell'estate 2010, ha partecipato ad Unomattina, occupandosi della storia dei tormentoni musicali, e interviene come giudice e opinionista nel programmi Nuovi Talenti e Star Academy. Nel 2012 ha commentato per l'Italia la semifinale dell'Eurovision Song Contest dove il paese ha votato, trasmessa da Rai 5, e farà lo stesso l'anno dopo, leggendo anche i voti dell'Italia durante la finale. Nel 2012 ha anche condotto il programma Hit Parade, sempre su Radio 2. Tra il 2013 e il 2014 partecipa come rubricista ed opinionista nel programma Italia in diretta e cura la redazione web del Festival di Sanremo.
Dopo 25 anni ha lasciato la Rai Radio approdando a RTL 102.5 per condurre, con Maurizio Costanzo e Pierluigi Diaco, la trasmissione Radio Costanzo Show, oltre a Onorevole Dj e Chi c'è c'è, chi non c'è non parla. Dal 2016 è anche conduttrice per un breve periodo su Radio Zeta, seconda emittente del gruppo RTL, di cui è attualmente il direttore artistico. Mantiene i rapporti invece con la RAI nei palinsesti televisivi, partecipando come opinionista a Unomattina, nei programmi dedicati al Festival di Sanremo. Dal 2018 è ospite fisso nel programma di approfondimento culturale Terza Pagina condotto da Licia Troisi.
Nel 2020 conduce Protagonisti con lo speaker Gianni Simioli e viene chiamata come opinionista allo spin-off Amici Speciali in rappresentanza del proprio gruppo radiofonico. Nel 2021 sostituisce Valeria Benatti nel programma radiofonico W l'Italia, affiancando Daniela Collu e Angelo Baiguini. Il 20 luglio presenta, assieme a Angelo Baiguini, l'evento Buon compleanno Jerry Calà all'Arena di Verona per festeggiare il compleanno di Jerry Calà. Da settembre 2021 è opinionista a Amici di Maria De Filippi come rappresentante della propria emittente radiofonica. Il 25 agosto 2024 lascia RTL 102.5 dopo 10 anni di collaborazione.

### Carriera accademica
Laureata in Scienze e Tecnologie della Comunicazione alla La Sapienza di Roma nel 1994, prosegue con un master universitario in "Mass Communication and Interpersonal Communication e Journalism with Broadcast Specialization" all'Università della California di Los Angeles, Stati Uniti.
Collabora con la cattedra di “Sociologia della comunicazione” presso la Facoltà di Sociologia dell’Università “La Sapienza” di Roma, tiene seminari per il corso di perfezionamento in Scienze della Comunicazione e si dedica allo studio della radio come mezzo di comunicazione. È docente negli anni 90 di “Elementi di improvvisazione nell'intrattenimento radiofonico”  presso la Facoltà di Scienze della Comunicazione dell’Università “La Sapienza” di Roma.
È docente di "Storia della Radio e della Televisione" presso il Dipartimento di Comunicazione e Ricerca Sociale alla La Sapienza di Roma. 

## Vita privata
Parla inglese e spagnolo.
Ha una figlia, avuta con lo scrittore e giornalista Domenico Iannacone.

## Riconoscimenti
- Premio Anna Magnani[3] (2018)
- Microfono d'oro[4] (2021)

## Programmi radiofonici
- Tempo Giovani (Rai Radio 2, 1989-1991)
- RadioVerdeRai (1991-1994)
- Brave ragazze (Rai Radio 2, 2000-2014)
- Le colonne d'Ercole (Rai Radio 2, 2008-2009)
- Hit Parade (Rai Radio 2, 2012)
- Radio 2 Live (Rai Radio 2, 2009-2014)
- Onorevole DJ (RTL 102.5, 2014-2019)
- Radio Costanzo Show (RTL 102.5, 2014-2017)
- Radio Zeta (dal 2016) station manager e coordinatrice
- Chi c'è c'è, chi non c'è non parla (RTL 102.5, 2017-2018)
- Protagonisti (RTL 102.5, 2020)
- W l'Italia (RTL 102.5, dal 2021-2024)

## Programmi televisivi
- Io confesso (Rai 3, 1988-1989) autrice
- Specchio della Vita 2 (TMC, 1988) autrice
- Okkupati (Rai 3, 1998-2010)
- Sportello Rai (Rai International, 1999-2010)
- Domenica in (Rai 1, 2001) opinionista
- Presenze (Sky Vivo, 2005-2006)
- Festival di Sanremo (Rai 1, 2008) commissione di selezione
- Sanremo Jazz (Rai 1, 2007, 2008)
- X Factor - Il Processo (Rai 2, 2008-2009) opinionista
- SanremoLab (Rai 1, 2009) giudice
- YouTelethon (Rai 2, 2009)
- Unomattina (Rai 1, 2010, dal 2014) rubricista
- Nuovi Talenti Rai (Rai 1, 2010-2011) giudice
- Star Academy (Rai 2, 2011) opinionista
- Eurovision Song Contest (Rai 5, 2012-2013)
- Premio giornalistico televisivo Ilaria Alpi (Rai 3, 2013)
- È uno di quei giorni che (Rai 3, 2013)
- Italia in diretta (Rai1, 2013-2014) rubricista
- Terza Pagina (Rai 5, 2018 - in corso) ospite fisso
- Amici Speciali (Canale 5, 2020) opinionista
- Amici di Maria De Filippi (Canale 5, 2021-2024) opinionista
- Power Hits Estate (RTL 102.5 TV, Sky Uno, TV8, 2021)
- Playlist - Tutto ciò che è musica (Rai 2, dal 2024)
- San Marino Song Contest 2025 (SMRTV, 2025) giurata

## Web
- Rai Music (Rai.tv, 2009-2014) responsible marketing e comunicazione
- Festival di Sanremo (Rai.tv, 2013) responsible comunicazione web

## Teatrografia
- La bottega del caffè (regia di Luciano Faraone, 1985)
- Le armi e l’uomo di G.B. Shaw (regia di Luciano Faraone, 1986)
- Sarto per signora di G. Feydeau (regia di Marino Mengoni e Alessio Cigliano, 1987-1988)
- L’allegra verità di N. Coward (regia di Alessio Cigliano, 1989)

## Giornalismo
- Il Tempo (1989)
- Giovani (1993)
- Radiocorriere (2013-2014)

## Contributi
- La radio, voce del Dizionario della comunicazione, a cura di Mario Morcellini e Michele Sorice, Editori Riuniti, 1999
- La radio, a cura di Mario Morcellini in "Il MediaEvo", Roma Carocci, 2000